# Les Drus

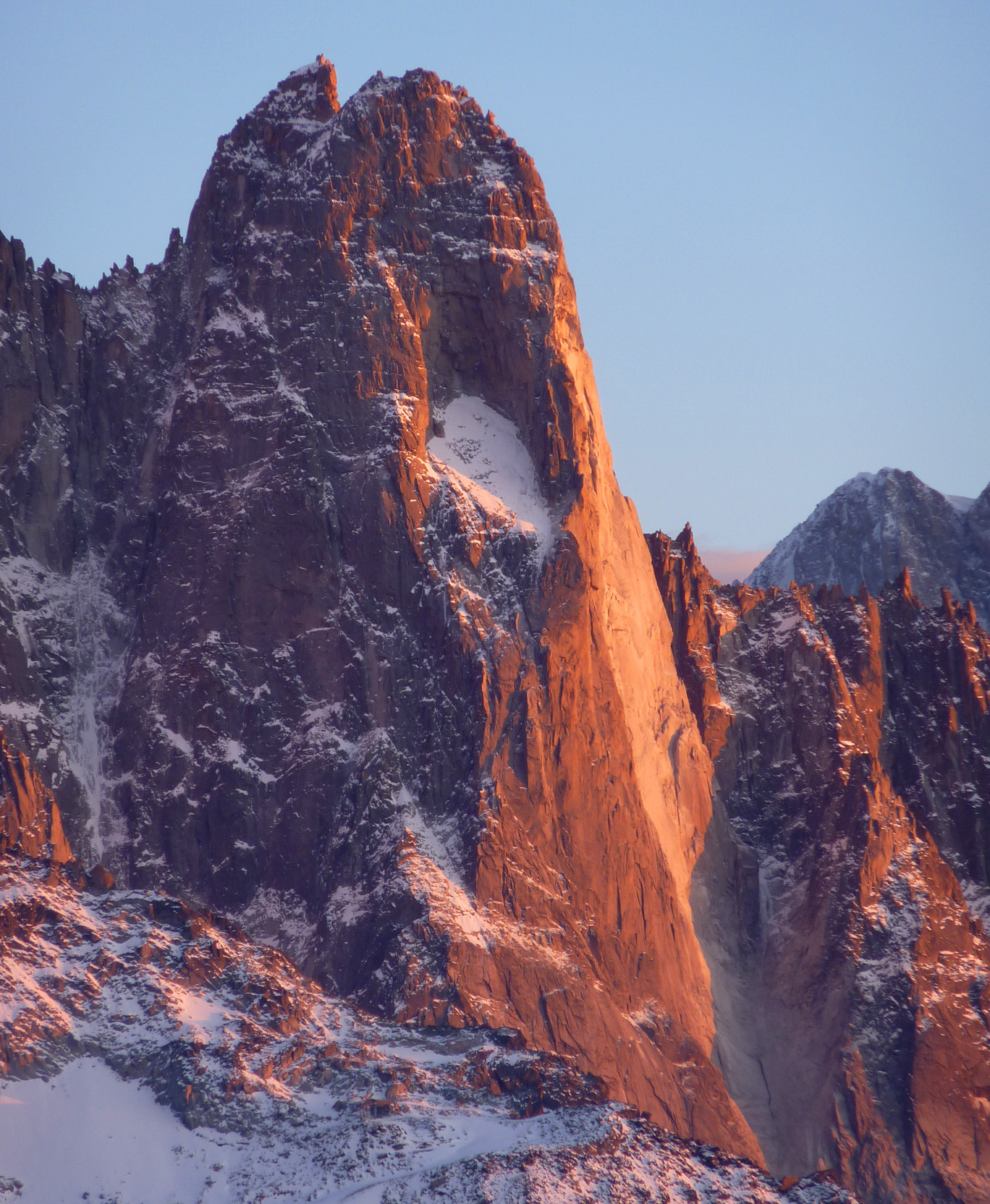
Face norte do Petit Dru, e via Pierre Allain e Raymond Leininger em 1935

Les Drus ou Aiguille du Dru é uma montanha formada por dois cumes situados no Maciço do Monte Branco, na Alta Saboia da região Ródano-Alpes, França.
Os cumes dos Les Drus chamam-se:
- Grand Dru, que com 3754 m é o pico mais elevado
- Petit Dru, com 3730 m de altitude, que é visível de Chamonix, domina o Montenvers. Com uma parede granítica com 1000 m de altura, considerada uma das mais a pique dos Alpes, e citada várias vezes nas  100 mais belas corridas de montanha.

Para se aproximar de Les Drus utiliza-se o Refúgio da Charpoua (2814 m), ou o muito rudimentar Bivouac du Rognon des Drus, aos 2775 m de altitude.

## Toponímia
Em francês, drus refere-se a unidades muito próximas, o que é o caso dos dois picos .

## Ascensões
- 1878 - primeira de Les Drus por Clinton Thomas Dent, James Walker Hartley, Alexander Burgener e K. Maurer, a 12 de setembro
- 1879 -  ascensão do Petit Dru por Jean Charlet-Straton, Prosper Payot e Frédéric Folliguet, a 29 de agosto
- 1887 - travessia entre os dois Dru por François Simond, Émile Rey e Henri Dunod
- 1935 - primeira da face norte por Pierre Allain e Raymond Leininger, 1 de agosto.

## Face oeste das Drus
A face oeste das Drus é uma das mais famosas paredes dos Alpes, e deve-o aos seus 1000 m de altura a pique e com uma inclinação média de 75º. As vias mais famosas são a direta americana, na parte esquerda da parede, e a colona Bonatti à direita.
Pierre Allain, que fez a primeira da face norte em 1935, disse que seria certamente impossível subir pela face oeste, mas em 1952 A. Dagory, Guido Magnone, Lucien Bérardini e M. Lainé, em dois assaltos sucessivos em julho - 1 a 5 e depois de 17 a 19 - fizeram-no com utilização intensiva da escalada artificial.

### Direta americana
Esta direta foi aberta por dois americanos, Gary Hemming e Royal Robbins, entre 24 e 26 de julho de 1962 e tornou-se uma clássica.

### Pitão Bonatti
De 17 a 22 de agosto de 1955 o italiano Walter Bonatti escalou, em solitário, o pilar  sudoeste com cinco bivouacs, ascensão que é considerada como um dos maiores feitos da história do alpinismo. É em sua homenagem que ficou designada a Coluna Bonatti - Pilier Bonatti. Infelizmente, ela desapareceu quase por completo em 2005.

## Desabamento
A vertente ocidental de Les Drus forma um enorme triângulo com mais de mil metros. Está sujeita a uma grande erosão que dá origem a frequentes desabamentos: nove no total, entre 1905 e 2011, para um volume superior a 400 000 m3 de rocha. O Pitão Bonatti, que mede 500 m de altura, quase que desapareceu depois do desabamento de 2005.
O primeiro desabamento foi provocado pelo sismo de Chamonix de 13 de agosto de 1905, de magnitude sísmica de grau VI na Escala Macrossísmica Europeia (EMS98). Em 1950 houve outro desabamento e mais recentemente houve-os em 1997, 2003, 2005 e 2011.
O de 2005 em particular foi desastroso pois fez desaparecer muitos dos itinerários históricos e teve como origem um verão muito quente, seguido por um inverno muito chuvoso sobre uma parede tornada frágil pelo intenso calor. Entre 29 e 30 de junho caíram 265 000 m3, que cobriram uma superfície de 90 000 m2 a 95 000 m2 com uma espessura de 5 a 10 metros, sobre o glaciar des Drus.

### Imagens
- «GEO-morphologie:Artigo em inglês e francês - Ver Imagem 2 e 3»
- «Clicar na imagem para ver o que desapareceu»
- «Imagem-esquema com Succesive Rock falls on the Drus until 2005».

## Notre-Dame des Drus
No dia 4 de setembro de 1913, um grupo de alpinistas tentou subir uma imagem da Nossa Senhora. O tempo particularmente mau e a subida com um objeto de quase um metro e 13 kg obrigou-os a colocar provisoriamente a estátua a 3000 m de altitude. O local provisório iria durar até 18 de setembro de 1919, dia em que a estátua foi içada até ao cume do Petit Dru e lá colocada.

## Literatura
O romance Premier de Cordée de Roger Frison-Roche passa-se durante a ascensão de Les Drus, assim como o romance de José Giovanni, Meurtre au sommet, onde a ação se passa nestes cumes e em Chamonix, com a presença de personagens da época das primeiras ascensões.

## Imagens
- «MMB: L'aiguille Verte et Les Drus»